# Nora bibliotek

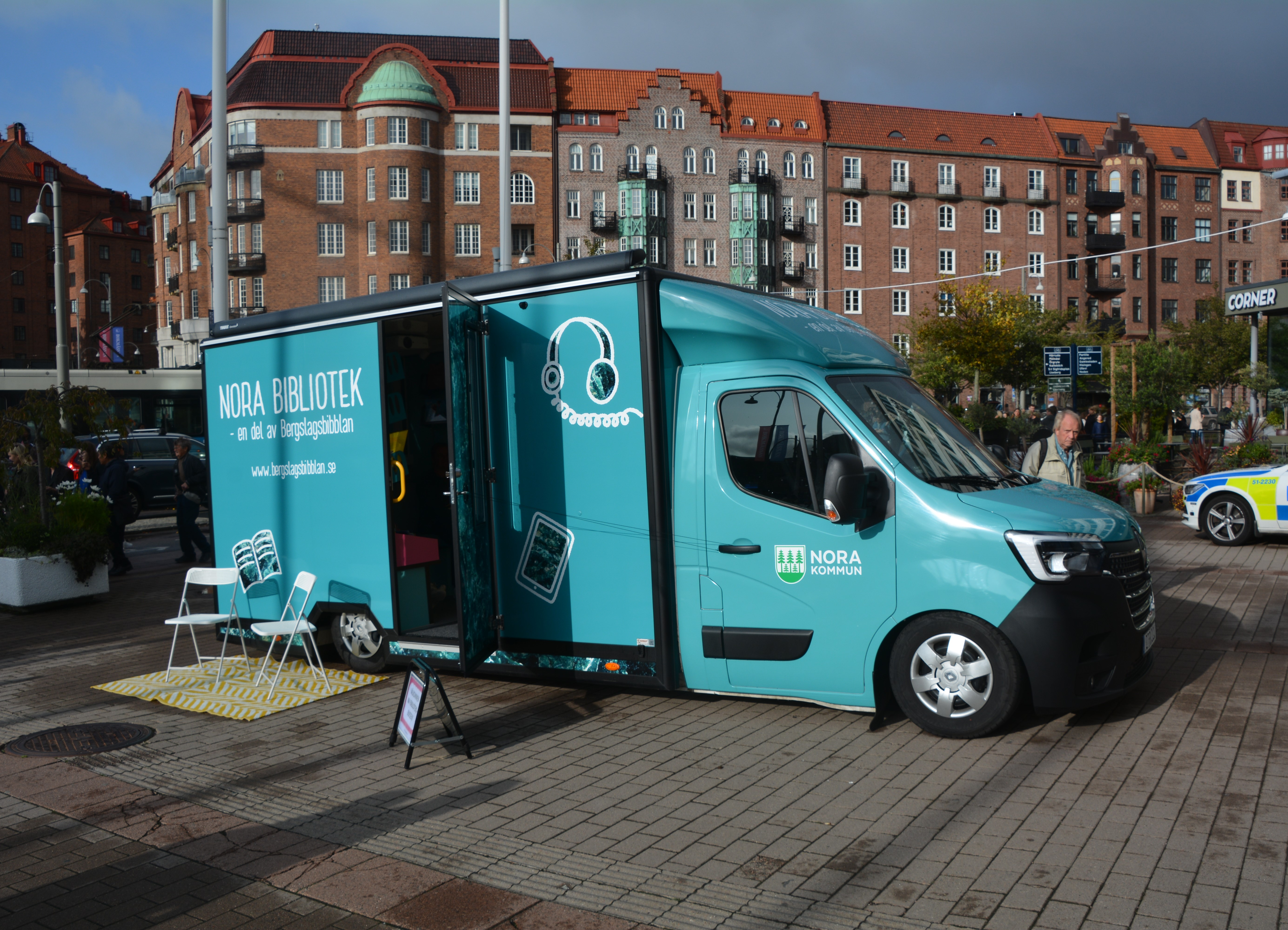
Nora biblioteks bokbuss utanför Bokmässan i Göteborg, september 2023.

Nora bibliotek är Nora kommuns folkbibliotek. Biblioteket ingår i Bergslagsbibblan, som är ett samarbete mellan folkbiblioteken i Hällefors kommun, Lindesbergs kommun, Ljusnarsbergs kommun och Nora kommun.
Bergslagsbibblan startades 2016 som ett samarbete mellan Nora kommun och Lindesbergs kommun. I september 2021 anslöt Ljusnarsbergs kommun och Hällefors kommun.
Samarbetet innebär att kommunernas folkbibliotek har en gemensam katalog för sina medier och att samma bibliotekskort gäller för samtliga bibliotek. samt att böcker och andra medier utan kostnad för låntagaren skickas till valfritt bibliotek i samarbetet, och att alla medier kan återlämnas i vilket bibliotek i samarbetet som helst. Bergslagsbibblan har bland annat också en gemensam webb och lösning för e-medier. . Alla medier är sökbara i den  gemensamma katalogen och man kan reservera, låna och lämna tillbaka på vilket av biblioteken man vill.
Nora Konsthall och Nora kulturskola ligger i direkt anslutning till biblioteket.